# Pholcus calligaster
Pholcus calligaster là một loài nhện trong họ Pholcidae. Loài này được phát hiện ở Myanmar.